# Thru Different Eyes
Pour plus de détails, voir Fiche technique et Distribution.
Thru Different Eyes est un film américain réalisé par John G. Blystone et sorti en 1929.

## Fiche technique
- Titre : Thru Different Eyes
- Réalisation : John G. Blystone
- Scénario :  Edna Sherry et Milton Herbert Gropper d'après sa pièce de théâtre
- Photographie : Al Brick, Ernest Palmer
- Producteur : John G. Blystone
- Montage : Louis R. Loeffler
- Durée : 62 minutes
- Date de sortie : 14 avril 1929

## Distribution
- Mary Duncan : Viola
- Edmund Lowe : Harvey Manning
- Warner Baxter : Jack Winfield
- Natalie Moorhead : Frances Thornton
- Earle Foxe : Howard Thornton
- Donald Gallaher : Spencer
- Florence Lake : Myrtle
- Sylvia Sidney : Valerie Briand
- Purnell Pratt : Dist. Atty. Marston
- Selmer Jackson : King
- Dolores Johnson : Anna
- Nigel De Brulier : Maynard
- Lola Salvi : Maid
- Stepin Fetchit : Janitor
- DeWitt Jennings : Paducah
- Arthur Stone : Crane
- George Lamont : Traynor
- Natalie Warfield : Aline Craig
- Stuart Erwin : Reporter